# 格倫·貝爾
格倫·威廉·“塔可”·貝爾 Jr.（英語：Glen William “Taco” Bell Jr.，1923年9月3日—2010年1月16日），是一位美國企業家，他創立了塔可鐘連鎖餐廳。

## 去逝
貝爾於2010年1月16日因帕金森氏症在加利福尼亞州聖菲牧場去世，享年86歲，留下妻子瑪莎、兩個兒子、兩個女兒、四個孫子和三個姐妹。